# Османоглу, Ханзаде
Зехра́ Ханзаде́ Султа́н также известна как Ханзаде Османоглу (тур. Hanzade Osmanoğlu; 19 сентября 1923 года — 19 марта 1998 года) — внучка по материнской линии последнего османского султана Мехмеда Вахидеддина и по отцовской линии последнего халифа из династии Османов Абдул-Меджида II.

## Биография

Ханзаде-султан (справа) с дочерью Фазиле

Ханзаде родилась во дворце Долмабахче, куда переселили её родителей и сестру незадолго до изгнания. Её отцом был шехзаде Омер Фарук — единственный сын и старший ребёнок последнего халифа из династии Османов Абдул-Меджида II; матерью — Рукие Сабиха-султан — младшая дочь последнего султана Османской империи Мехмеда VI. Ханзаде была вторым ребёнком в семье; у неё было две сестры: Фатьма Неслишах-султан (род. в Стамбуле в 1921 году) и Неджла Хибетуллах-султан (род. в Ницце в 1926 году).
В соответствии с Законом № 431 от 3 марта 1924 года, Ханзаде, её родители и сестра попали в списки принудительной депортации. Семья переехала в Ниццу, где Ханзаде с сёстрами получила образование. Детство и юношество султанша провела во Франции, после чего отправилась в Египет. В 17 лет она вышла замуж за члена египетской династии Мехмеда Али Ибрагима, от которого родила двоих детей: Фазиле Ибрагим (1941) и Ахмета Рыфата (1944).
В 1952 году в ходе революции Ханзаде с мужем и детьми была вынуждена покинуть Египет. Семья переехала в Париж.
Ханзаде умерла 19 марта 1998 года в Париже. Её тело было доставлено в Стамбул и 26 марта захоронено на кладбище Ашиян.